# Lamborghini Raptor
La Raptor Zagato è una concept car biposto presentata dalla Lamborghini al Salone dell'automobile di Ginevra 1996.

## Storia
L'auto è stata progettata da Zagato e Alain Wicki utilizzando come base di partenza una Diablo, era stata programmata una produzione in 50 unità di cui si dice che 3 vennero prevendute alla chiusura del salone di Ginevra del 1996.
Il modello venne creato con l'ausilio dei sistemi CAD/CAM permettendo a Zagato di avere un prototipo in meno di 4 mesi, saltando così la tradizionale parte della costruzione di un modellino in scala.
L'unico esemplare esistente è stato venduto all'asta per 350.000 Franchi, ovvero 216.371,88 $, nel 2000 al Salone di Ginevra ad un collezionista americano da Brooks Europe, casa d'aste proprietaria di Bonhams.